# Heliopolis (película)
Heliopolis es una película del año 2009.

## Sinopsis
Heliopolis lleva al espectador a la vida de cinco personajes desde el crepúsculo hasta bien entrada la noche en Heliopolis, un barrio de El Cairo donde hay iglesias, mezquitas, sinagogas y restaurantes exóticos en una misma calle. Cada uno de los personajes intenta resolver su propio misterio, pero ninguno lo consigue. Solo queda intentarlo de nuevo cuando amanezca. Nunca llegan a verse, pero descubren la belleza de un barrio cuyo glamoroso pasado se desvanece poco a poco en una metrópoli superpoblada.

## Premios
- El Cairo 2009